# Stanovanjska soseska Polje II
Stanovanjska soseska Polje II je stanovanja soseska, ki stoji med Zadobrovško cesto in cesto Polje v Ljubljani. Zgrajena je bila septembra leta 2011. Obsega 183 stanovanj. 
Naročnik je bil Javni stanovanjski sklad Mestne občine Ljubljana, projektant pa arhitekturni biro Bevk-Perović arhitekti. Stanovanjski sklad RS, javni sklad, je sofinanciral stanovanjski del z 1.300.000,00 evri. Skupna vrednost projekta je 18.051.518 evrov.
Na izbor biroja sta se maja 2006 zaradi domnevnih napak v postopku pritožili dve drugi podjetji: Arhé in Atelier IM.